# Palmsches Haus

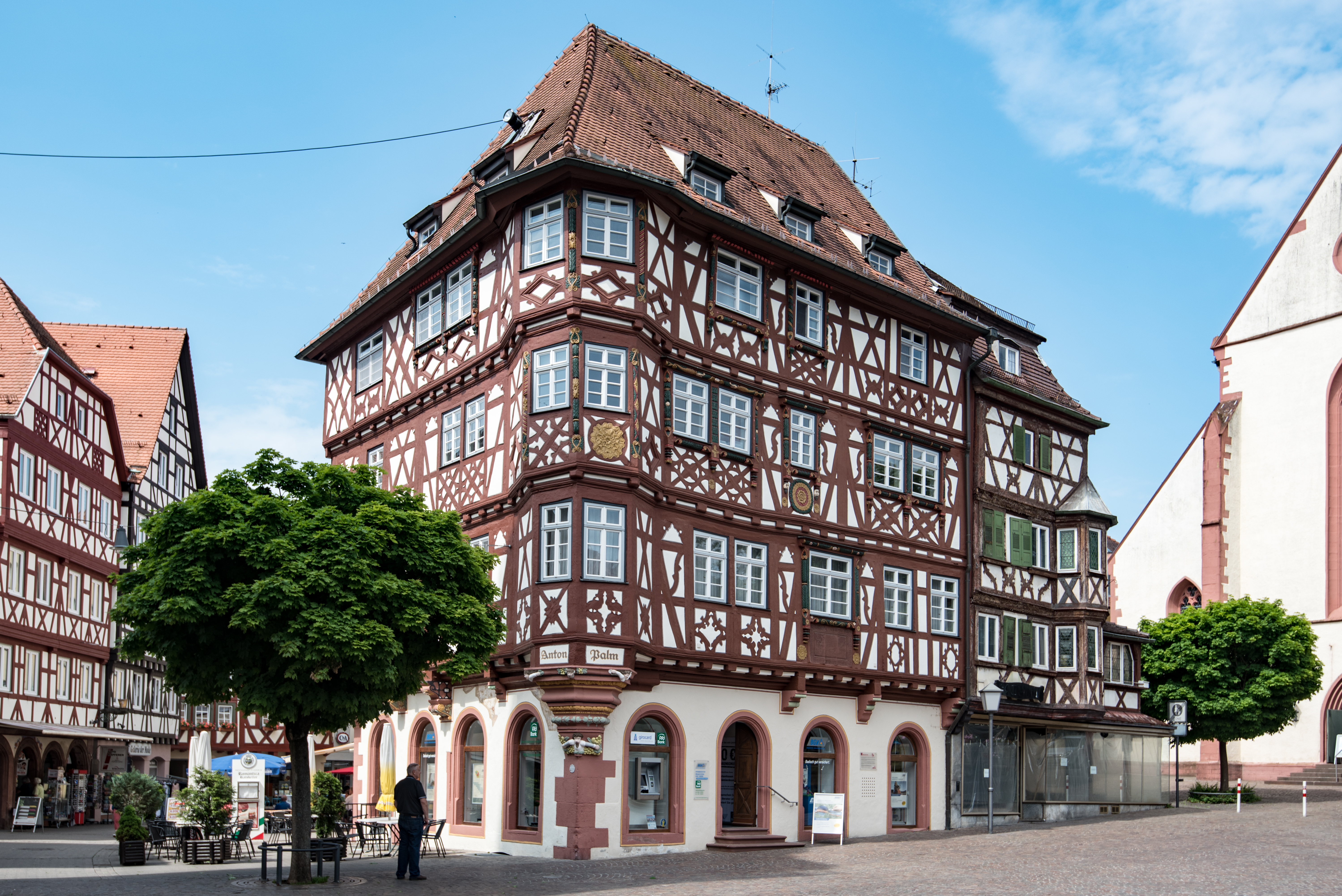
Palm’sches Haus in Mosbach

Das Palm’sche Haus am Marktplatz in Mosbach im Neckar-Odenwald-Kreis im nördlichen Baden-Württemberg ist das größte und prachtvollste Fachwerkhaus der Stadt.

## Geschichte
Das Haus wurde gemäß einer Bauinschrift 1610 von Baumeister Abraham Lenger für den Lohrbacher Keller und Burgvogt Johann Schragmüller erbaut. Später wurde es von Clara Rüdin, der Witwe des kurpfälzischen Kellers, bewohnt und danach war es im Besitz des Schneiders Fahringer, der es dem Stift Mosbach verkaufte. Dessen Rektorat saß eine Zeit lang im Gebäude, bevor der Kaufmann Eisenmann das Gebäude erwarb. Seine Bezeichnung als Palm’sches Haus hat das Gebäude von einem abermals späteren Besitzer, dem Kaufmann Anton Palm, dessen Name am Eckerker prangt.
Das Haus war vermutlich wegen seines variantenreichen und äußerst dekorativen Fachwerks nie verputzt und wurde 1981/82 umfangreich saniert, wobei im Keller das Restaurant Ratskeller eingerichtet wurde.

## Beschreibung

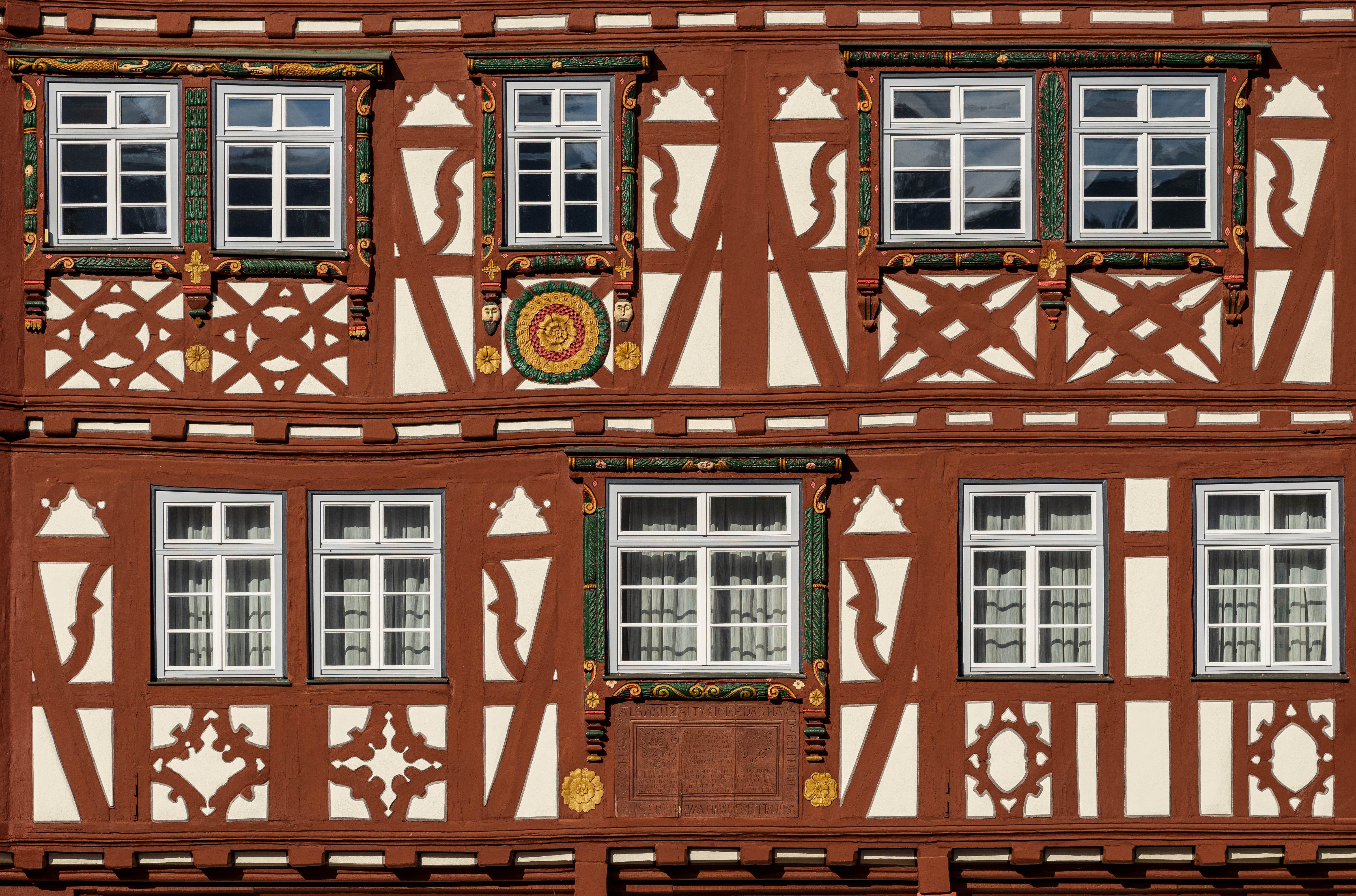
Variantenreiches Fachwerk

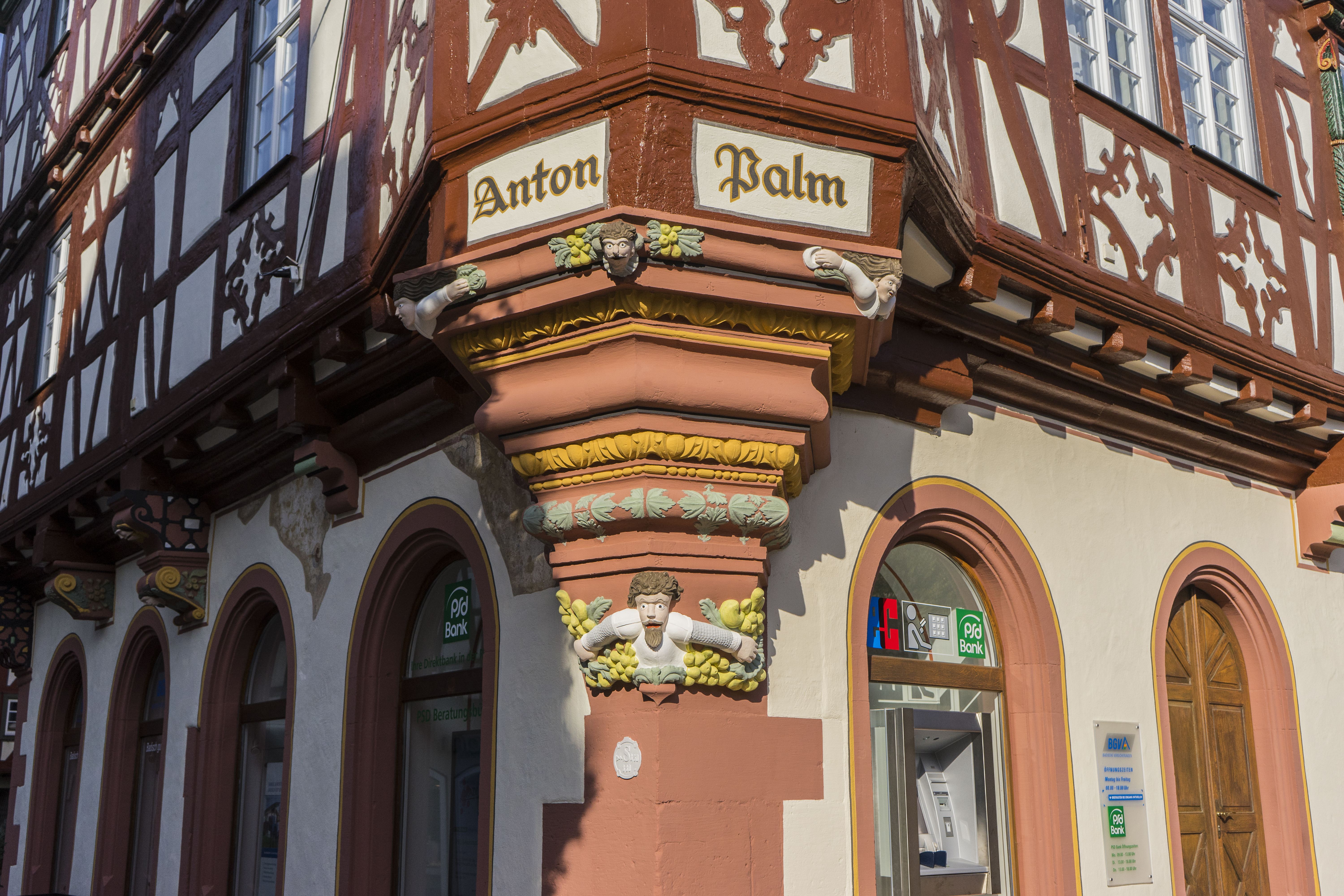
Konsole des Eckerkers

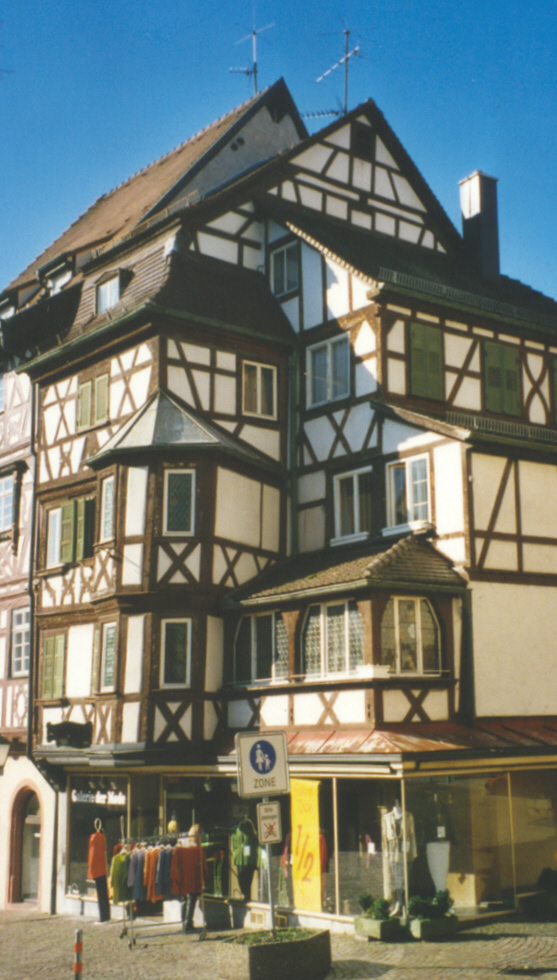
Der Rosenberger Hof ist zur Stiftskirche hin an das Palm’sche Haus angebaut

Das Palm’sche Haus ist ein dreigeschossiges Fachwerkhaus auf massivem steinernen Sockelgeschoss, wobei die einzelnen Fachwerkgeschosse jeweils leicht vorkragen. Die Ecke zum Marktplatz hin ist als auf einer steinernen Konsole ruhender Erker ausgebildet, der sich über alle drei Fachwerkgeschosse erstreckt und sich nach einhelliger Meinung einst auch als Türmchen nach oben fortsetzte. Das Dach ist ein schmuckloses Walmdach und wie das fehlende Türmchen möglicherweise das Resultat eines vereinfachenden Umbaus.
Die Fachwerkkonstruktion des Hauses erzielt durch eine große Anzahl von Variationen der Ausfachung einen sehr dekorativen Eindruck. Eine in der Fassade zum Markt im ersten Obergeschoss eingelassene Inschriftentafel nennt den Bauherren, den Baumeister sowie das Baujahr und enthält noch verschiedene Sinnsprüche. Die Tafel wurde mehrfach restauriert, wobei die Buchstaben zum Teil entstellt wurden. Oechelhäuser las den Bauherrn 1909 noch als Johann Erad Müller und konnte die Schlusszeilen der Sinnsprüche nicht mehr deuten.
Einige der unregelmäßig in den Fassaden sitzenden und zum Teil gruppierten Fenstern weisen schmuckvolle Bedachungen und Umrahmungen auf. Es ist möglich, dass einst alle Fenster des Gebäudes so verziert waren.
Der Konsolstein des Eckerkers zeigt steinerne Neidköpfe sowie weitere Figuren und florale Elemente.
Zur Stiftskirche St. Juliana hin an das Palm’sche Haus angebaut ist der so genannte Rosenberger Hof, ein deutlich kleineres und auch von den Geschosshöhen niedrigeres Haus, das sich an der Fassade zum Marktplatz hin in seiner Bauform mit Eckerker noch in etwa an das Palm’sche Haus anlehnt, zur Stiftskirche hin jedoch mit zahlreichen Anbauten eine pittoreske Bauform einnimmt.